# Solitone
In matematica e fisica un solitone è un'onda solitaria auto-rinforzante causata dalla concomitanza in un mezzo di propagazione di effetti non lineari e dispersivi che si cancellano reciprocamente. I solitoni emergono come soluzioni di una vasta classe di equazioni differenziali alle derivate parziali non lineari che descrivono molti fenomeni fisici.
Il fenomeno dei solitoni fu descritto per la prima volta da John Scott Russell, che osservò un'onda solitaria risalire la corrente nell'Union Canal per chilometri senza perdere energia. Russell riprodusse il fenomeno in un recipiente di onde, e lo chiamò «onda di traslazione». Tra i primi a scoprire la presenza di solitoni nell'oceano fu Alfred Richard Osborne nel 1980 nel Mare delle Andamane e successivamente furono scoperti in altri mari. Evidenze di solitoni furono scoperte anche nel cosiddetto sistema Fermi-Pasta-Ulam.

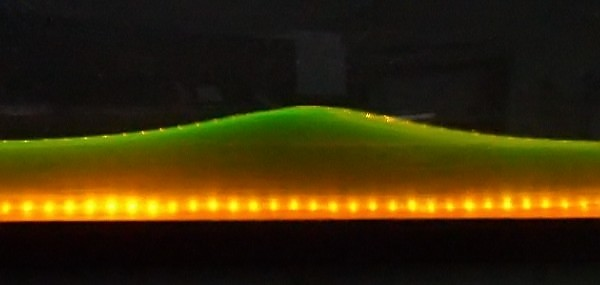
Solitone idrodinamico ottenuto in una vasca per lo studio delle onde.

## Definizione
Non è facile definire precisamente cosa sia un solitone, in quanto si applica in ambiti fisici più svariati. Giova descrivere un semplice esempio in cui dispersione e non linearità interagiscono "cancellandosi" reciprocamente: un impulso di luce non monocromatica che attraversa un vetro. Il vetro genera dispersione delle componenti dello spettro dell'impulso incidente, cosicché ogni componente viaggia su percorsi diversi nel vetro, tali che la forma dell'onda del fascio incidente ne esce deformata. Ma se il vetro ha degli effetti non-lineari nel range di intensità del fascio luminoso (effetto Kerr), al variare dell'intensità si ha una certa variazione del coefficiente di rifrazione. Ora, se l'onda incidente ha una certa ("giusta") intensità e forma d'onda, si può ottenere un effetto complessivo in cui l'effetto Kerr cancella esattamente la dispersione, cosicché la forma dell'impulso resta invariata nel tempo, cioè un solitone. 
Da un punto di vista più formale, Drazin e Johnson (1989) descrivono i solitoni come soluzioni di equazioni differenziali non lineari che:
1. descrivono onde di forma permanente;
2. sono localizzate, cosicché decadono o approssimano una costante all'infinito;
3. possono interagire fortemente con altri solitoni, ma emergono dalle collisioni invariati a meno di uno spostamento di fase.

Alcune delle equazioni che descrivono i solitoni sono le equazioni di Korteweg-de Vries (KdV), l'equazione di Schrödinger non lineare (NLSE) e l'equazione di sine-Gordon. Un'equazione di Schrödinger permette un risultato particolare per cui un'onda può propagarsi in un mezzo mantenendo inalterata una funzione di ampiezza d'onda e frequenza. Le due caratteristiche d'onda sono dipendenti (in particolare inversamente correlate), l'onda muta aspetto subendo un'attenuazione/amplificazione a seconda del mezzo di propagazione, ma può sempre riprendere l'aspetto del segnale di partenza se viene a propagarsi in un mezzo analogo. L'onda può quindi percorrere un numero teoricamente infinito di chilometri senza dissipazioni. Questa conservazione dell'onda significa sia assenza di perdite di energia che assenza di perdite di informazione ed ha evidenti implicazioni tecniche sia per le trasmissioni energetiche (nessuna perdita di rendimento nella rete elettrica per effetto Joule) che informatiche/telecomunicazionistiche.
Poiché lunghezza e frequenza sono dipendenti, la fisica dei solitoni si colloca nell'ambito della fisica non lineare e dell'ottica non lineare. Due onde solitoniche che si incontrano non si sommano in un'unica onda, ma danno luogo a una variazione di fase, non del modulo. Quindi, non si compongono come forze e vettori, e a proposito si parla di onde scalari o onde longitudinali.

## Tipologie
Esistono due tipologie di solitoni:
- solitoni chiari: onde solitarie che si elevano.
- solitoni scuri: onde solitarie depressive, la cui gobba è verso il basso.

Essi sono stati osservati per la prima volta in uno strato di mercurio, contraddicendo le osservazioni iniziali di Russel sulla sola esistenza dei solitoni chiari. Solitoni scuri possono essere osservati nei condensati di Bose-Einstein, descritti dall'equazione di Gross-Pitaevskij.

### Solitoni massicci
Nel litio superfluido i solitoni scuri aumentano la loro massa di duecento volte, scontrandosi con la teoria sui condensati fermionici. Sarebbe dovuto alle intense fluttuazioni quantistiche.
Recentemente (2014) si è scoperto che in realtà le fluttuazioni osservate in un superfluido fermionico a base di atomi di Litio (litio superfluido) sarebbero da associare, non a solitoni massicci, ma alla propagazione di anelli vorticosi quantistici.

## I solitoni nel mondo naturale
Ad esempio un fascio luminoso che, sotto particolari condizioni (temperatura del mezzo, campo elettrico applicato sul mezzo) si propaga attraverso un cristallo fotorifrattivo crea una ridistribuzione della carica che permette la modulazione dell'indice di rifrazione mediante effetto elettro-ottico. Si ottiene in questo modo, all'interno del cristallo, un profilo d'indice di rifrazione con step-index positivo tipico di una guida d'onda come una fibra ottica. La luce si propaga quindi con un modo guidato con dimensioni trasverse simili a quelle presentate nel punto di incidenza sul mezzo.
È un fenomeno tipico di alcuni fiumi come il Severn: un fronte d'onda seguito da un treno di solitoni. Altre manifestazioni si trovano nelle onde interne sottomarine che si propagano nei termoclivi oceanici, onde interne solitoniche furono scoperte per la prima volta nel 1980 nel Mare delle Andamane.
Esistono anche dei solitoni atmosferici, come il fenomeno del Morning Glory Cloud in Australia, dove solitoni di pressione viaggianti in un piano di inversione di temperatura producono vaste nubi cilindriche.
I solitoni sono studiati anche in meccanica quantistica, grazie al fatto che potrebbero fornirne una nuova fondazione attraverso il percorso incompiuto di de Broglie, conosciuto come "Teoria della doppia soluzione" o "Meccanica delle onde non lineare". Questa teoria, sviluppata nel 1927 e ripresa negli anni '50, è il naturale proseguimento delle sue idee sviluppate tra il 1923 e il 1926, che hanno esteso a tutte le particelle di materia il dualismo onda-particella, introdotto da Einstein  per i quanti di luce.

## Uso nelle telecomunicazioni
L'uso dei solitoni fu proposto nel 1973 da Akira Hasegawa, dei Bell Laboratories di AT&T, per migliorare il rendimento delle trasmissioni nelle reti ottiche di telecomunicazioni con effetti anti-dispersivi. Nel 1988 Linn Mollenauer e la sua squadra trasmisero solitoni a più di 4.000 km usando l'effetto Raman (dal nome del suo scopritore, l'indiano sir C.V. Raman). Nel 1991, sempre nei laboratori Bell, un'équipe trasmise dei solitoni a più di 14.000 km utilizzando amplificatori di erbio.
Nel 1998 Thierry Georges e la sua squadra del centro di ricerca e sviluppo di France Télécom combinarono solitoni di lunghezza d'onda differenti per realizzare una trasmissione di entità superiore a 1 terabit al secondo (1.000.000.000.000 bit al secondo).
Nel 2001 i solitoni incontrarono un'applicazione pratica con la prima apparecchiatura di telecomunicazioni che li utilizzava per il trasporto di traffico di segnali reali in una rete commerciale.
Attualmente è decaduto l'interesse nei sistemi solitonici per le telecomunicazioni su lunghe distanze in favore dei sistemi WDM in quanto il funzionamento dei sistemi solitonici dipende molto dalla temperatura: in presenza di sbalzi di temperatura non funzionano. Un caso tipico fu quando si sperimentò la messa in posa di un cavo che passava attraverso un deserto e successivamente si immergeva nel mare.
Di recente è iniziato un progetto di studio sulle funzionalità e sul controllo dei solitoni spaziali mediante l'uso della polarizzazione della luce che si propaga nel cristallo.